# Одбојка на Летњим олимпијским играма 2008.
Такмичења у одбојци у дворани на Летњим олимпијским играма 2008. било је одржано у Капител Индор стадион и у Пекингској гимназији за институт и технологију од 9. до 24. августа 2008. године, а у одбојци на песку од 9. до 22. августа на псеку плаже у Чаојанг парка.
У одвојци у дворани у обе конкуренције играло је по 12 репрезентација подељених у две групе по 6 екипа. У групи се играло по једноструком лига систему (свако са сваким по једну утакмицу). За победу се се добијала два, а за нерешено један бод. По четири првопласиране репрезентације из сваке групе, квалификовале су се за четвртфинале, где су играле по куп систему (А1:А4, А2:А3. Победници су по унакрсном систему играли у полуфиналу А1:Б2 и А2:Б1. Поражени су играли за бронзану, а победници за златну медаљу.

## Освајачи медаља и коначан пласман
| Дисциплина        | Злато | Сребро | Бронза | 4    | 5   | 5    | 5   | 5   | 9   | 9   | 11  | 11  |
| ----------------- | ----- | ------ | ------ | ---- | --- | ---- | --- | --- | --- | --- | --- | --- |
| Мушкарци — детаљи | САД   | БРА    | РУС    | ИТА  | БУГ | КИНА | ПОЉ | СРБ | НЕМ | ВЕН | ЕГИ | ЈАП |
| Жене — детаљи     | БРА   | САД    | КИНА   | КУБА | ИТА | ЈАП  | РУС | СРБ | КАЗ | ПОЉ | АЛЖ | ВЕН |

## Медаље
| Дисциплина  | Злато                                               | Сребро                                           | Бронза                                     |
| Мушки песак | Сједињене Државе · Тод Роџерс · и Фил Далхаусер ·   | Бразил · Фабио Луиз Магаљаес · и Марсио Араужо · | Бразил · Рикардо Сантос · и Емануел Рего · |
| Жене песак  | Сједињене Државе · Кери Волш · и Мисти Меј-Тринор · | Кина · Ванг Ђе · Тјен Ђа ·                       | Кина · Џанг Си · Сју Чен ·                 |

## Квалификације

### Одбојка у дворани
Мушки
| Африка | Америка                               | Азија | Европа                                                  | Океанија | Аутоматски квалификована |
| ------ | ------------------------------------- | ----- | ------------------------------------------------------- | -------- | ------------------------ |
| Египат | Бразил · Сједињене Државе · Венецуела | Јапан | Бугарска · Немачка · Италија · Пољска · Русија · Србија |          | Кина – Домаћин           |

Жене
| Африка | Америка                                      | Азија             | Европа                             | Океанија | Аутоматски квалификована |
| ------ | -------------------------------------------- | ----------------- | ---------------------------------- | -------- | ------------------------ |
| Алжир  | Бразил · Куба · Сједињене Државе · Венецуела | Јапан · Казахстан | Италија · Пољска · Русија · Србија |          | Кина – Домаћин           |

### Одбојка на песку
Мушки
| Африка | Америка                               | Азија | Европа | Океанија   | Аутоматски квалификован |
| ------ | ------------------------------------- | ----- | --- | ---------- | ----------------------- |
| Ангола | Бразил · Аргентина · Сједињене Државе | Јапан | Аустрија · Естонија · Грузија · Немачка · Италија · Летонија · Холандија · Норвешка · Русија · Шпанија · Швајцарска | Аустралија | Кина – Домаћин          |

Жене
| Африка       | Америка                                    | Азија | Европа                                                                                      | Океанија   | Аутоматски квалификован |
| ------------ | ------------------------------------------ | ----- | ------------------------------------------------------------------------------------------- | ---------- | ----------------------- |
| Јужна Африка | Бразил · Куба · Мексико · Сједињене Државе | Јапан | Аустрија · Белгија · Грузија · Немачка · Грчка · Холандија · Норвешка · Русија · Швајцарска | Аустралија | Кина – Домаћин          |

## Жреб

### Одбојка у дворани

#### Мушкарци
| Група А - Кина - Сједињене Државе - Бугарска - Италија - Јапан - Венецуела | Група Б - Бразил - Русија - Пољска - Србија - Немачка - Египат |

#### Жене
| Група А - Кина - Куба - Сједињене Државе - Јапан - Пољска - Венецуела | Група Б - Бразил - Италија - Русија - Србија - Казахстан - Алжир |